# Будовський Володимир Володимирович
Володимир Володимирович Будовський (нар. 1 січня 1937, село Курошани, тепер Токмацького району Запорізької області) — український радянський діяч, бригадир робітників очисного вибою шахти № 3-10 шахтоуправління «Холодна Балка» виробничого об'єднання «Макіїввугілля» Донецької області. Депутат Верховної Ради УРСР 9—10-го скликань.

## Біографія
Освіта середня.
У 1956—1961 роках — машиніст електровоза, робітник очисного вибою шахти «Капітальна» комбінату «Макіїввугілля» Сталінської області.
З 1961 року — бригадир робітників очисного вибою шахти № 3-10 шахтоуправління «Холодна Балка» виробничого об'єднання «Макіїввугілля» Донецької області.
Член КПРС з 1977 року.
Потім — на пенсії в місті Макіївці Донецької області.

## Нагороди
- ордени
- медалі